# Jean-Joseph Rallier des Ourmes
Jean-Joseph Rallier des Ourmes, né à Vitré le 25 mai 1701 et mort le 23 juin 1771 à Montautour, est un magistrat et mathématicien français.

## Biographie
Fils de Julien-François Rallier, sieur des Ourmes, conseiller du Roi et receveur des Décimes de l'évêché de Rennes (et par ailleurs frère du maire de Rennes Rallier du Baty), et de Marie de Baudouard, il fait ses études chez les Jésuites de Rennes. En 1716, âgé de 15 ans, il entre dans l'ordre comme novice et passe deux années en séminaire, à Paris. Après deux autres années passées à étudier dans un collège jésuite, il enseigne au collège Louis-le-Grand entre 1720 et 1725. Renvoyé à Rennes pour y enseigner, il quitte la Compagnie en 1727.
Le 21 décembre 1745 il épouse Françoise-Pélagie Huguet, fille de l'architecte rennais Jean-François Huguet ; ils ont deux filles, prénommées Marie Jeanne Pélagie (née en 1746) et Jeanne Pélagie Modeste (née en 1748), ainsi qu'un fils, Louis Anne Esprit (né en 1749).
En 1755, Rallier devient conseiller au Présidial de Rennes, fonction qu'il occupera jusqu'à la fin de sa vie. Il est par ailleurs l’un des membres fondateurs, en 1757, de la Société d'Agriculture, de Commerce et des Arts de Bretagne, associé du bureau de Rennes. Il meurt le 23 juin 1771, âgé de 70 ans, dans son château de la Rivière à Montautour, près de Vitré, où il est inhumé.

## Œuvre mathématique
Féru de mathématiques, Rallier des Ourmes fournit quatorze articles à l’Encyclopédie, portant notamment sur l’arithmétique : Échelles arithmétiques, ESCOMPTE, EXPOSANT, Fraction, HUIT, IMPAIR, Intérêt, Neuf, ONZE, PAIR, PERMUTATION, PROGRESSION et PROPORTION (plus un article Vœu conditionnel, en morale). En introduction de l'article Échelles arithmétiques, D'Alembert écrit : 

« Quoique nous ayons déjà traité cette matiere aux mots Arithmétique, Binaire, Calcul, Dactylonomie, Décimal, & autres, l’article suivant qui nous a été communiqué sur ce même objet nous paroît digne d’être donné au public. Il est de M. Rallier des Ourmes, conseiller d’honneur au présidial de Rennes, qui veut bien concourir à notre travail pour ce volume & les suivans, comme on le verra par plusieurs excellens articles qu’il nous a envoyés. »

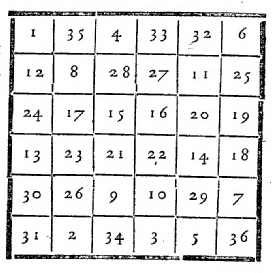
Carré magique, présenté dans le mémoire de Jean Joseph Rallier des Ourmes (1763)

Il est également l'auteur de quatre mémoires publiés dans les Mémoires des savants étrangers de l’Académie des sciences. Le premier porte sur les carrés magiques et est publié dans le volume IV pour l'année 1763. Dans son Histoire générale des mathématiques publiée en 1810, Charles Bossut écrit, dans une section consacrée aux recherches sur ces carrés magiques : « Enfin, Rallier des Ourmes a perfectionné encore et étendu toutes ces méthodes dans un excellent mémoire présenté à l'académie des sciences. On a tout lieu de penser que la matière est épuisée. »
Les trois suivants, intitulés « Usages des diviseurs d'un nombre pour résoudre un problème d'arithmétique », « Méthode facile pour découvrir tous les nombres premiers contenus dans le cours illimité de la suite des Impairs, & tout d'un temps les Diviseurs simples de ceux qui ne le sont pas », et « Méthode nouvelle de division, quand le Dividende est multiple du Diviseur ; & d'extraction quand la Puissance est parfaite », sont publiés dans le volume V pour l'année 1768.

## Sources
- Frank A. Kafker, Serena L. Kafker, The Encyclopedists as individuals : a biographical dictionary of the authors of the Encyclopédie, Studies on Voltaire and the eighteenth century, n°257, Oxford, The Voltaire Foundation, 1988, p. 356-357.
- Prosper Levot, Biographie bretonne, vol. 2, Vannes, Cauderan et Paris, Dumoulin, p. 691-692 [lire en ligne (page consultée le 27 janvier 2022)]
- Ferdinand Hoefer, Nouvelle Biographie générale, t. 37, Paris, Firmin-Didot, 1824, p. 23-4.
- Pierre Larousse, Grand Dictionnaire universel du XIXe siècle, vol. 13, Paris, Administration du grand Dictionnaire universel, p. 663.